# Liste des médaillés aux Jeux paralympiques d'hiver de 2018
Cet article liste les athlètes ayant remporté une médaille aux Jeux paralympiques d'hiver de 2018 à Pyeongchang (Corée du Sud).

## Biathlon
| Classe      | Épreuve | Or                                               | Argent                                           | Bronze                                               |
| Femmes      |         |                                                  |                                                  |                                                      |
| Malvoyantes | 6 km    | Mikhalina Lyssova (NPA) · Guide : Alexey Ivanov  | Oksana Shyshkova (UKR) Guide : Vitaliy Kazakov   | Sviatlana Sakhanenka (BLR) Guide : Raman Yashchanka  |
| Malvoyantes | 10 km   | Oksana Shyshkova (UKR) Guide : Vitaliy Kazakov   | Mikhalina Lyssova (NPA) · Guide : Alexey Ivanov  | Clara Klug (ALL) Guide : Martin Hartl                |
| Malvoyantes | 12,5 km | Mikhalina Lyssova (NPA) · Guide : Alexey Ivanov  | Oksana Shyshkova (UKR) Guide : Vitaliy Kazakov   | Clara Klug (ALL) Guide : Martin Hartl                |
|             |         |                                                  |                                                  |                                                      |
| Debout      | 6 km    | Iekaterina Roumiantseva (NPA)                    | Anna Milenina (NPA)                              | Liudmyla Liashenko (UKR)                             |
| Debout      | 10 km   | Iekaterina Roumiantseva (NPA)                    | Anna Milenina (NPA)                              | Liudmyla Liashenko (UKR)                             |
| Debout      | 12,5 km | Anna Milenina (NPA)                              | Iekaterina Roumiantseva (NPA)                    | Brittany Hudak (CAN)                                 |
|             |         |                                                  |                                                  |                                                      |
| Assises     | 6 km    | Kendall Gretsch (USA)                            | Oksana Masters (USA)                             | Lidziya Hrafeyeva (BLR)                              |
| Assises     | 10 km   | Andrea Eskau (ALL)                               | Marta Zaïnoullina (NPA)                          | Irina Gouliaïeva (NPA)                               |
| Assises     | 12,5 km | Andrea Eskau (ALL)                               | Oksana Masters (USA)                             | Lidziya Hrafeyeva (BLR)                              |
| Hommes      |         |                                                  |                                                  |                                                      |
| Malvoyants  | 7,5 km  | Vitaliy Lukyanenko (UKR) Guide : Ivan Marchyshak | Yury Holub (BLR) Guide : Dzmitry Budzilovich     | Anatolii Kovalevskyi (UKR) Guide : Oleksandr Mukshyn |
| Malvoyants  | 12,5 km | Yury Holub (BLR) Guide : Dzmitry Budzilovich     | Oleksandr Kazik (UKR) Guide : Sergiy Kucheryaviy | Iurii Utkin (UKR) Guide : Ruslan Perekhoda           |
| Malvoyants  | 15 km   | Vitaliy Lukyanenko (UKR) Guide : Ivan Marchyshak | Oleksandr Kazik (UKR) Guide : Sergiy Kucheryaviy | Anthony Chalençon (FRA) Guide : Simon Valverde       |
|             |         |                                                  |                                                  |                                                      |
| Debout      | 7,5 km  | Benjamin Daviet (FRA)                            | Mark Arendz (CAN)                                | Ihor Reptyukh (UKR)                                  |
| Debout      | 12,5 km | Benjamin Daviet (FRA)                            | Ihor Reptyukh (UKR)                              | Mark Arendz (CAN)                                    |
| Debout      | 15 km   | Mark Arendz (CAN)                                | Benjamin Daviet (FRA)                            | Nils-Erik Ulset (NOR)                                |
|             |         |                                                  |                                                  |                                                      |
| Assis       | 7,5 km  | Daniel Cnossen (USA)                             | Dzmitry Loban (BLR)                              | Collin Cameron (CAN)                                 |
| Assis       | 12,5 km | Taras Rad (UKR)                                  | Daniel Cnossen (USA)                             | Andrew Soule (USA)                                   |
| Assis       | 15 km   | Martin Fleig (ALL)                               | Daniel Cnossen (USA)                             | Collin Cameron (CAN)                                 |

## Curling
| Épreuves      | Or                                                           | Argent                                                                                   | Bronze                                                                    |
| ------------- | ------------------------------------------------------------ | ---------------------------------------------------------------------------------------- | ------------------------------------------------------------------------- |
| Tournoi mixte | Chine Chen Jianxin Liu Wei Wang Haitao Wang Meng Zhang Qiang | Norvège Rikke Iversen Sissel Løchen Rune Lorentsen Jostein Stordahl Ole Fredrik Syversen | Canada James Anseeuw Ina Forrest Mark Ideson Dennis Thiessen Marie Wright |

## Hockey sur luge
| Or | Argent | Bronze |
| États-Unis Steve Cash (en) Ralph DeQuebec Travis Dodson Declan Farmer Noah Grove Billy Hanning Jr Nikko Landernos Jen Lee Luke McDermott Kevin McKee Joshua Misiewicz Adam Page Josh Pauls Rico Roman Brody Roybal Jack Wallace | Canada Rob Armstrong Steve Arsenault Brad Bowden Billy Bridges Dominic Cozzolino Ben Delaney Adam Dixon James Dunn James Gemmell Tyrone Henry Liam Hickey Dominic Larocque Tyler McGregor Bryan Sholomicki Corbyn Smith Corbin Watson Greg Westlake | Corée du Sud Cho Byeong-seok Cho Young-jae Choi Kwang-hyouk Choi Si-woo Han Min-su Jang Dong-shin Jang Jong-ho Jung Seung-hwan Kim Dea-jung Kim Young-sung Lee Hae-man Lee Jae-woong Lee Ji-hoon Lee Jong-kyung Lee Ju-seung Lee Yong-min Yu Man-gyun |

## Ski alpin
| Classe      | Épreuve       | Or                                                | Argent                                                      | Bronze                                            |
| Femmes      |               |                                                   |                                                             |                                                   |
| Malvoyantes | Descente      | Henrieta Farkašová (SVK) Guide : Natália Šubrtová | Millie Knight (GBR) Guide : Brett Wild                      | Eléonor Sana (BEL) Guide : Chloé Sana             |
| Malvoyantes | Super G       | Henrieta Farkašová (SVK) Guide : Natália Šubrtová | Millie Knight (GBR) Guide : Brett Wild                      | Menna Fitzpatrick (GBR) Guide : Jennifer Kehoe    |
| Malvoyantes | Slalom géant  | Henrieta Farkašová (SVK) Guide : Natália Šubrtová | Menna Fitzpatrick (GBR) Guide : Jennifer Kehoe              | Melissa Perrine (GBR) Guide : Christian Geiger    |
| Malvoyantes | Slalom        | Menna Fitzpatrick (GBR) Guide : Jennifer Kehoe    | Henrieta Farkašová (SVK) Guide : Natália Šubrtová           | Millie Knight (GBR) Guide : Brett Wild            |
| Malvoyantes | Super combiné | Henrieta Farkašová (SVK) Guide : Natália Šubrtová | Menna Fitzpatrick (GBR) Guide : Jennifer Kehoe              | Melissa Perrine (GBR) Guide : Christian Geiger    |
|             |               |                                                   |                                                             |                                                   |
| Debout      | Descente      | Marie Bochet (FRA)                                | Andrea Rothfuss (GER)                                       | Mollie Jepsen (CAN)                               |
| Debout      | Super G       | Marie Bochet (FRA)                                | Andrea Rothfuss (GER)                                       | Alana Ramsay (CAN)                                |
| Debout      | Slalom géant  | Marie Bochet (FRA)                                | Andrea Rothfuss (GER)                                       | Mollie Jepsen (CAN)                               |
| Debout      | Slalom        | Marie Bochet (FRA)                                | Mollie Jepsen (CAN)                                         | Andrea Rothfuss (GER)                             |
| Debout      | Super combiné | Mollie Jepsen (CAN)                               | Andrea Rothfuss (GER)                                       | Alana Ramsay (CAN)                                |
|             |               |                                                   |                                                             |                                                   |
| Assises     | Descente      | Anna Schaffelhuber (GER)                          | Momoka Muraoka (JPN)                                        | Laurie Stephens (USA)                             |
| Assises     | Super G       | Anna Schaffelhuber (GER)                          | Claudia Lösch (AUT)                                         | Momoka Muraoka (JPN)                              |
| Assises     | Slalom géant  | Momoka Muraoka (JPN)                              | Linda van Impelen (NED)                                     | Claudia Lösch (AUT)                               |
| Assises     | Slalom        | Anna-Lena Forster (GER)                           | Momoka Muraoka (JPN)                                        | Heike Eder (AUT)                                  |
| Assises     | Super combiné | Anna-Lena Forster (GER)                           | Anna Schaffelhuber (GER)                                    | Momoka Muraoka (JPN)                              |
| Hommes      |               |                                                   |                                                             |                                                   |
| Malvoyants  | Descente      | Mac Marcoux (CAN) Guide : Jack Leitch             | Jakub Krako (SVK) Guide : Branislav Brozman                 | Giacomo Bertagnolli (ITA) Guide : Fabrizio Casal  |
| Malvoyants  | Super G       | Jakub Krako (SVK) Guide : Branislav Brozman       | Giacomo Bertagnolli (ITA) Guide : Fabrizio Casal            | Miroslav Haraus (SVK) Guide : Maroš Hudík         |
| Malvoyants  | Slalom géant  | Giacomo Bertagnolli (ITA) Guide : Fabrizio Casal  | Jakub Krako (SVK) Guide : Branislav Brozman                 | Mac Marcoux (CAN) Guide : Jack Leitch             |
| Malvoyants  | Slalom        | Giacomo Bertagnolli (ITA) Guide : Fabrizio Casal  | Jakub Krako (SVK) Guide : Branislav Brozman                 | Valerii Redkozubov (NPA) · Guide : Evgeny Geroev  |
| Malvoyants  | Super combiné | Miroslav Haraus (SVK) Guide : Maroš Hudík         | Jon Santacana Maiztegui (ESP) Guide : Miguel Galindo Garces | Valerii Redkozubov ((NPA) · Guide : Evgeny Geroev |
|             |               |                                                   |                                                             |                                                   |
| Debout      | Descente      | Théo Gmür (SUI)                                   | Arthur Bauchet (FRA)                                        | Markus Salcher (AUT)                              |
| Debout      | Super G       | Théo Gmür (SUI)                                   | Arthur Bauchet (FRA)                                        | Markus Salcher (AUT)                              |
| Debout      | Slalom géant  | Théo Gmür (SUI)                                   | Aleksei Bugaev (NPA)                                        | Alexis Guimond (CAN)                              |
| Debout      | Slalom        | Adam Hall (NZL)                                   | Arthur Bauchet (FRA)                                        | Jamie Stanton (USA)                               |
| Debout      | Super combiné | Aleksei Bugaev (NPA)                              | Arthur Bauchet (FRA)                                        | Adam Hall (NZL)                                   |
|             |               |                                                   |                                                             |                                                   |
| Assis       | Descente      | Andrew Kurka (USA)                                | Taiki Morii (JPN)                                           | Corey Peters (NZL)                                |
| Assis       | Super G       | Kurt Oatway (CAN)                                 | Andrew Kurka (USA)                                          | Frédéric François (FRA)                           |
| Assis       | Slalom géant  | Jesper Pedersen (NOR)                             | Tyler Walker (USA)                                          | Igor Sikorski (POL)                               |
| Assis       | Slalom        | Dino Sokolović (CRO)                              | Tyler Walker (USA)                                          | Frédéric François (FRA)                           |
| Assis       | Super combiné | Jeroen Kampschreur (NED)                          | Frédéric François (FRA)                                     | Jesper Pedersen (NOR)                             |

## Ski de fond
| Classe             | Épreuve                    | Or | Argent                                                                    | Bronze                                                            |
| Femmes             |                            | |                                                                           |                                                                   |
| Malvoyantes        | 1,5 km sprint              | Sviatlana Sakhanenka (BLR) Guide : Raman Yashchanka                                                                                      | Mikhalina Lyssova (NPA) · Guide : Alexey Ivanov                           | Oksana Shyshkova (UKR) Guide : Vitaliy Kazakov                    |
| Malvoyantes        | 7,5 km libre               | Sviatlana Sakhanenka (BLR) Guide : Raman Yashchanka                                                                                      | Mikhalina Lyssova (NPA) · Guide : Alexey Ivanov                           | Carina Edlinger (AUT) Guide : Julian Edlinger                     |
| Malvoyantes        | 15 km classique            | Sviatlana Sakhanenka (BLR) Guide : Raman Yashchanka                                                                                      | Oksana Shyshkova (UKR) Guide : Vitaliy Kazakov                            | Mikhalina Lyssova (NPA) · Guide : Alexey Ivanov                   |
|                    |                            | |                                                                           |                                                                   |
| Debout             | 1,5 km sprint              | Anna Milenina (NPA) | Vilde Nilsen (NOR)                                                        | Natalie Wilkie (CAN)                                              |
| Debout             | 7,5 km libre               | Natalie Wilkie (CAN) | Iekaterina Roumiantseva (NPA)                                             | Emily Young (CAN)                                                 |
| Debout             | 15 km classique            | Iekaterina Roumiantseva (NPA) | Anna Milenina (NPA)                                                       | Liudmyla Liashenko (UKR)                                          |
|                    |                            | |                                                                           |                                                                   |
| Assises            | 1,1 km sprint              | Oksana Masters (USA) | Andrea Eskau (GER)                                                        | Marta Zaïnoullina (NPA)                                           |
| Assises            | 5 km                       | Oksana Masters (USA) | Andrea Eskau (GER)                                                        | Marta Zaïnoullina (NPA)                                           |
| Assises            | 12 km                      | Kendall Gretsch (USA) | Andrea Eskau (GER)                                                        | Oksana Masters (USA)                                              |
| Hommes             |                            | |                                                                           |                                                                   |
| Malvoyants         | 1,5 km sprint              | Brian McKeever (CAN) Guide : Russell Kennedy                                                                                             | Zebastian Modin (SWE) Guide : Robin Bryntesson                            | Eirik Bye (NOR) Guide : Arvid Nelson                              |
| Malvoyants         | 10 km libre                | Brian McKeever (CAN) Guide : Graham Nishikawa                                                                                            | Jake Adicoff (USA) Guide : Sawyer Kesselheim                              | Yury Holub (BLR) Guide : Dzmitry Budzilovich                      |
| Malvoyants         | 20 km classique            | Brian McKeever (CAN) Guide : Graham Nishikawa                                                                                            | Yury Holub (BLR) Guide : Dzmitry Budzilovich                              | Thomas Clarion (FRA) Guide : Antoine Bollet                       |
|                    |                            | |                                                                           |                                                                   |
| Debout             | 1,5 km sprint              | Alexandr Kolyadin (UKR) | Yoshihiro Nitta (JPN)                                                     | Mark Arendz (CAN)                                                 |
| Debout             | 1,5 km sprint              | Alexandr Kolyadin (UKR) | Yoshihiro Nitta (JPN)                                                     | Ilkka Tuomisto (FIN)                                              |
| Debout             | 10 km libre                | Yoshihiro Nitta (JPN) | Grygorii Vovchynskyi (UKR)                                                | Mark Arendz (CAN)                                                 |
| Debout             | 20 km classique            | Ihor Reptyukh (UKR) | Benjamin Daviet (FRA)                                                     | Håkon Olsrud (NOR)                                                |
|                    |                            | |                                                                           |                                                                   |
| Assis              | 1,1 km sprint              | Andrew Soule (USA) | Dzmitry Loban (BLR)                                                       | Daniel Cnossen (USA)                                              |
| Assis              | 7,5 km assis               | Sin Eui-hyun (KOR) | Daniel Cnossen (USA)                                                      | Maksym Yarovyi (UKR)                                              |
| Assis              | 15 km                      | Maksym Yarovyi (UKR) | Daniel Cnossen (USA)                                                      | Sin Eui-hyun (KOR)                                                |
| Mixte              |                            | |                                                                           |                                                                   |
| Toutes les classes | Relais mixte (4 × 2,5 km)  | Ukraine - Iurii Utkin Guide : Ruslan Perekhoda - Liudmyla Liashenko - Yuliia Batenkova-Bauman - Oksana Shyshkova Guide : Vitaliy Kazakov | Canada - Natalie Wilkie - Emily Young - Chris Klebl - Mark Arendz         | Allemagne - Steffen Lehmker - Andrea Eskau - Alexander Ehler      |
| Toutes les classes | Relais ouvert (4 × 2,5 km) | France - Benjamin Daviet - Anthony Chalençon Guide : Simon Valverde - Thomas Clarion Guide : Antoine Bollet                              | Norvège - Nils-Erik Ulset - Håkon Olsrud - Eirik Bye Guide : Arvid Nelson | Canada - Collin Cameron - Brian McKeever Guide : Graham Nishikawa |

## Snowboard
| Classe | Épreuve         | Or                       | Argent                  | Bronze                  |
| Hommes |                 |                          |                         |                         |
| SB-UL  | Snowboard Cross | Simon Patmore (AUS)      | Manuel Pozzerle (ITA)   | Mike Minor (USA)        |
| SB-UL  | Banked Slalom   | Mike Minor (USA)         | Patrick Mayrhofer (AUT) | Simon Patmore (AUS)     |
|        |                 |                          |                         |                         |
| SB-LL1 | Snowboard Cross | Mike Schultz (USA)       | Chris Vos (NED)         | Noah Elliott (USA)      |
| SB-LL1 | Banked Slalom   | Noah Elliott (USA)       | Mike Schultz (USA)      | Bruno Bošnjak (CRO)     |
|        |                 |                          |                         |                         |
| SB-LL2 | Snowboard Cross | Matti Suur-Hamari (FIN)  | Keith Gabel (USA)       | Gurimu Narita (JPN)     |
| SB-LL2 | Banked Slalom   | Gurimu Narita (JPN)      | Evan Strong (USA)       | Matti Suur-Hamari (FIN) |
| Femmes |                 |                          |                         |                         |
| SB-LL1 | Snowboard Cross | Brenna Huckaby (USA)     | Amy Purdy (USA)         | Cécile Hernandez (FRA)  |
| SB-LL1 | Banked Slalom   | Brenna Huckaby (USA)     | Cécile Hernandez (FRA)  | Amy Purdy (USA)         |
|        |                 |                          |                         |                         |
| SB-LL2 | Snowboard Cross | Bibian Mentel-Spee (NED) | Lisa Bunschoten (NED)   | Astrid Fina (ESP)       |
| SB-LL2 | Banked Slalom   | Bibian Mentel-Spee (NED) | Brittani Coury (USA)    | Lisa Bunschoten (NED)   |

## Athlètes les plus médaillés
Dans le tableau ci-dessous figurent les athlètes ayant obtenu au moins 3 médailles lors des Jeux paralympiques d'hiver de 2018 à Pyeongchang en Corée du Sud (classement par nombre de médailles d'or, d'argent puis de bronze).
| Athlète                                           | Catégorie   | Sport       | Médaille d'or, Jeux paralympiques | Médaille d'argent, Jeux paralympiques | Médaille de bronze, Jeux paralympiques | Total |
| Henrieta Farkašová (SVK) Guide : Natália Šubrtová | Malvoyantes | Ski alpin   | 4                                 | 1                                     | 0                                      | 5     |
| Marie Bochet (FRA)                                | Debout      | Ski alpin   | 4                                 | 0                                     | 0                                      | 4     |
| Benjamin Daviet (FRA)                             | Debout      | Biathlon    | 2                                 | 1                                     | 0                                      | 5     |
| Benjamin Daviet (FRA)                             | Debout      | Ski de fond | 1                                 | 1                                     | 0                                      | 5     |
| Iekaterina Roumiantseva (NPA)                     | Debout      | Biathlon    | 2                                 | 1                                     | 0                                      | 4     |
| Iekaterina Roumiantseva (NPA)                     | Debout      | Ski de fond | 1                                 | 0                                     | 0                                      | 4     |
| Brian McKeever (CAN) Guide : Graham Nishikawa     | Malvoyants  | Ski de fond | 3                                 | 0                                     | 1                                      | 4     |
| Sviatlana Sakhanenka (BLR)                        | Debout      | Biathlon    | 0                                 | 0                                     | 1                                      | 4     |
| Sviatlana Sakhanenka (BLR)                        | Debout      | Ski de fond | 3                                 | 0                                     | 0                                      | 4     |
| Théo Gmür (SUI)                                   | Debout      | Ski alpin   | 3                                 | 0                                     | 0                                      | 3     |
| Andrea Eskau (GER)                                | Assises     | Biathlon    | 2                                 | 0                                     | 0                                      | 6     |
| Andrea Eskau (GER)                                | Assises     | Ski de fond | 0                                 | 3                                     | 1                                      | 6     |
| Mikhalina Lyssova (NPA) · Guide : Alexey Ivanov   | Malvoyantes | Biathlon    | 2                                 | 1                                     | 0                                      | 6     |
| Mikhalina Lyssova (NPA) · Guide : Alexey Ivanov   | Malvoyantes | Ski de fond | 0                                 | 2                                     | 1                                      | 6     |
| Oksana Shyshkova (UKR) Guide : Vitaliy Kazakov    | Malvoyantes | Biathlon    | 1                                 | 2                                     | 0                                      | 6     |
| Oksana Shyshkova (UKR) Guide : Vitaliy Kazakov    | Malvoyantes | Ski de fond | 1                                 | 1                                     | 1                                      | 6     |
| Anna Milenina (NPA)                               | Debout      | Biathlon    | 1                                 | 2                                     | 0                                      | 5     |
| Anna Milenina (NPA)                               | Debout      | Ski de fond | 1                                 | 1                                     | 0                                      | 5     |
| Oksana Masters (USA)                              | Assises     | Biathlon    | 0                                 | 2                                     | 0                                      | 5     |
| Oksana Masters (USA)                              | Assises     | Ski de fond | 2                                 | 0                                     | 1                                      | 5     |
| Giacomo Bertagnolli (ITA) Guide : Fabrizio Casal  | Malvoyants  | Ski alpin   | 2                                 | 1                                     | 1                                      | 4     |
| Anna Schaffelhuber (GER)                          | Debout      | Ski alpin   | 2                                 | 1                                     | 0                                      | 3     |
| Daniel Cnossen (USA)                              | Assis       | Biathlon    | 1                                 | 2                                     | 0                                      | 6     |
| Daniel Cnossen (USA)                              | Assis       | Ski de fond | 0                                 | 2                                     | 1                                      | 6     |
| Jakub Krako (SVK) Guide : Branislav Brozman       | Malvoyants  | Ski alpin   | 1                                 | 3                                     | 0                                      | 4     |
| Mark Arendz (CAN)                                 | Debout      | Biathlon    | 1                                 | 1                                     | 1                                      | 6     |
| Mark Arendz (CAN)                                 | Debout      | Ski de fond | 0                                 | 1                                     | 2                                      | 6     |
| Momoka Muraoka (JPN)                              | Assises     | Ski alpin   | 1                                 | 2                                     | 2                                      | 5     |
| Menna Fitzpatrick (GBR) Guide : Jennifer Kehoe    | Malvoyantes | Ski alpin   | 1                                 | 2                                     | 1                                      | 4     |
| Yury Holub (BLR) Guide : Dzmitry Budzilovich      | Malvoyants  | Biathlon    | 1                                 | 1                                     | 0                                      | 4     |
| Yury Holub (BLR) Guide : Dzmitry Budzilovich      | Malvoyants  | Ski de fond | 0                                 | 1                                     | 1                                      | 4     |
| Mollie Jepsen (CAN)                               | Debout      | Ski alpin   | 1                                 | 1                                     | 2                                      | 4     |
| Ihor Reptyukh (UKR)                               | Debout      | Biathlon    | 0                                 | 1                                     | 1                                      | 3     |
| Ihor Reptyukh (UKR)                               | Debout      | Ski de fond | 1                                 | 0                                     | 0                                      | 3     |
| Natalie Wilkie (CAN)                              | Debout      | Ski de fond | 1                                 | 1                                     | 1                                      | 3     |
| Liudmyla Liashenko (UKR)                          | Debout      | Biathlon    | 0                                 | 0                                     | 2                                      | 4     |
| Liudmyla Liashenko (UKR)                          | Debout      | Ski de fond | 1                                 | 0                                     | 1                                      | 4     |
| Andrea Rothfuss (GER)                             | Debout      | Ski alpin   | 0                                 | 4                                     | 1                                      | 5     |
| Arthur Bauchet (FRA)                              | Debout      | Ski alpin   | 0                                 | 4                                     | 0                                      | 4     |
| Millie Knight (GBR) Guide : Brett Wild            | Malvoyantes | Ski alpin   | 0                                 | 2                                     | 1                                      | 3     |
| Frédéric François (FRA)                           | Assis       | Ski alpin   | 0                                 | 1                                     | 2                                      | 3     |
| Marta Zaïnoullina (NPA)                           | Assises     | Ski alpin   | 0                                 | 1                                     | 2                                      | 3     |
| Collin Cameron (CAN)                              | Assis       | Biathlon    | 0                                 | 0                                     | 2                                      | 3     |
| Collin Cameron (CAN)                              | Assis       | Ski de fond | 0                                 | 0                                     | 1                                      | 3     |